# Arrollado de huaso
El arrollado de huaso o simplemente arrollado huaso, es un plato típico de la gastronomía de Chile derivado de la tradición europea que consiste en carne de cerdo, cocida y condimentada en forma de un rollo amarrado con cordel.
En muchas regiones de Chile se han realizado concursos donde se elige al «mejor arrollado huaso», donde el criterio para su calificación es principalmente su tamaño. Unas de las localidades que ha adoptado esta costumbre es Calera de Tango, y Punitaqui donde se han elaborado el arrollado huaso «más grande de Chile».

## Historia
Tiene su origen en la época de la Colonia, cuando la alta sociedad decidió adoptarla como especialidad culinaria. Al modificar algunos ingredientes, se impusieron los propios de Chile, pero la base de esta preparación surge de la tradición europea, particularmente de la cocina española.
El peonaje de la época colonial lo preparaba en forma artesanal y sólo llevaba condimentos de origen local, aunque la pimienta se traía desde el extranjero. La gran diferencia entre esta preparación y las de la península ibérica u otros lugares mediterráneos, radica en que en Europa las faenas se realizaban a principio del invierno y las piezas de carne se guardaban por salazón para su mantenimiento.